# 格脉黄精
格脉黄精（学名：Polygonatum tessellatum）是百合科黄精属的植物。分布于缅甸以及中国的云南省等地，生长于海拔1,600米至2,200米的地区，常生长在石缝间、林下以及附生树上，目前尚未由人工引种栽培。